# NGC 841
NGC 841 је спирална галаксија у сазвежђу Андромеда која се налази на NGC листи објеката дубоког неба.
Деклинација објекта је + 37° 29' 51" а ректасцензија 2h 11m 17,4s. Привидна величина (магнитуда) објекта NGC 841 износи 12,6 а фотографска магнитуда 13,4. Налази се на удаљености од 53,500 милиона парсека од Сунца. NGC 841 је још познат и под ознакама UGC 1676, MCG 6-5-101, CGCG 522-131, IRAS 02082+3715, 5ZW 194, KUG 0208+372, PGC 8372.